# 2号航站楼駅
2号航站楼駅（にごうこうたんろうえき、中文表記: 二号航站楼站、英文表記: Terminal 2 Station）は、中華人民共和国北京市朝陽区にある、北京地下鉄首都機場線の駅。

## 歴史
- 2008年7月19日 - 開業[1]。

## 駅構造
単式ホーム1面1線の地下駅。電車発車時はスイッチバックで折り返して三元橋駅に向かう。ホームと改札階は同一階に位置する。

### のりば
案内上ののりば番号は設定されていない。
| 市内方面 | 首都機場線 | 三元橋・東直門方面 |

## 駅周辺
- 北京首都国際空港 2号航站楼 （第2ターミナル） - 駅名の由来。
- 北京首都国際空港 1号航站楼 （第1ターミナル） - 徒歩9分。無料シャトルバスを利用することが可能。
- 北京首都空港国際酒店（ホテル）
- 恵強賓館（ホテル）

## 隣の駅
北京地下鉄
 首都機場線
3号航站楼駅 → 2号航站楼駅 → 三元橋駅